# Sukiennice
Pour les articles homonymes, voir Halle aux draps.
Le Sukiennice (« Halle aux Draps ») est l'un des monuments historiques les plus emblématiques de la ville de Cracovie. Cette imposante halle commerciale à deux étages, élevée au XIIIe siècle puis remanié à l'époque Renaissance, occupe la place centrale de la grande Place du Marché et fait partie du patrimoine mondial de l'Unesco.
Au rez-de-chaussée, la Halle accueille aujourd'hui des commerces d’artisanat, alors que son premier étage abrite la Galerie de l’art  polonais du XIXe siècle, une filière du Musée national de Cracovie avec la plus importante collection d'œuvres polonaises au monde. Parmi elles, la célèbre toile Les Torches de Néron, offerte à l'ouverture du musée par son peintre, Henryk Siemiradzki et le géant tableau Hommage prussien de Jan Matejko.

## Histoire
Positionnée selon l'axe nord-sud de la place, avec ses façades ouest et est symétriques par rapport aux axes des entrées, la Halle aux Draps de Cracovie réunit des éléments architecturaux d'époques très différentes, et constitue une synthèse globale de l'architecture de la ville.
Le nom Sukiennice vient du mot polonais sukno qui veut dire tissu, drap. En effet, des drapiers disposaient au centre de la place du Marché des éventaires pour la vente en gros de tissus.
La première halle, élevée au XIIIe siècle, après l’octroi à la ville d’une charte de droit de Magdebourg, se limitait à deux rangées de boutiques en pierre qui formaient une rue au milieu de la Place du Marché. Le commerce dans les Sukiennice était une source importante de revenus pour la ville : selon le privilège royal, les marchands venus de l’extérieur ne pouvaient vendre que leur propre marchandise, et seulement à cet endroit.
En 1358, le Kazimierz III le Grand fait construire le premier édifice de 100 m de long avec deux portails ogivaux situés au centre des façades principales. Après un incendie qui a consumé le bâtiment en 1555, on a fait appel aux Italiens venus avec la reine Bona Sorza (épouse italienne du roi Zygmunt  Ier dit l'Ancien. La Halle aux draps renouvelée dans le style Renaissance s'est alors dotée d’un long attique décoré d’une crête avec des gargouilles, stylisées en têtes humaines, réalisées probablement d’après les projets de Santi Gucci. Giovanni Maria Mosca divise l'édifice en deux étages et relié par des escaliers couverts par des loggias situés sur les côtés les plus courts.
Les derniers travaux importants sont menés au XIXe siècle par Tomasz Pryliński (pl). L'architecte transforme la halle au des-de-chaussée en y installant le long des murs des boutiques en bois. Le plafond sera orné plus tard avec les armoiries des villes polonaises, les emblèmes de guilde et les sceaux. Pryliński ajoute aussi des arcades néogothiques en pierre afin de donner de l'élégance à l'édifice, ainsi que des mascarons représentant des caricatures des présidents de l'époque de la ville Cracovie, réalisés d'après un dessin de Jan Matejko. La halle supérieure est adaptée aux besoins du musée.

## Rez-de-chaussée
Le rez-de-chaussée du bâtiment est bordé de galeries à arcades ogivales néogothiques, reposant sur des colonnes à chapiteaux sculptés.
À l'intérieur, boutiques et échoppes proposent des souvenirs et des objets d'art populaire. Le couteau en fer, suspendu dans le passage des Sukiennice du côté de la statue d’Adam Mickiewicz, rappelle le droit sévère de Magdebourg, qui punissait les voleurs en leur coupant une oreille et livrait les criminels plus sérieux au bourreau.
Les arcades extérieures abrite des boutiques et le célèbre café-restaurant Noworolski avec un décor Sécession et des polychromies.

## Étage
Plus de deux cents peintures et sculptures sont exposées dans les quatre salles de la Galerie en représentant les courants les plus importants de l'art polonais de la fin du XVIIIe et du XIXe siècles, tels que romantisme, historicisme, réalisme, impressionnisme ainsi que les débuts du symbolisme.
La Galerie de l’art  polonais du XIXe siècle présente des œuvres artistes polonais de grand renommée, notamment celles de Jan Matejko, Jacek Malczewski, Piotr Michałowski, Henryk Siemiradzki, Józef Chełmoński, Maksymilian Gierymski, Władysław Podkowiński, Aleksander Gierymski, Józef Brandt et Pius Weloński. Les œuvres d'un artiste italien, Marcello Bacciarelli et d'un peintre français, Jean Pierre Norblin, les deux engagés par le roi polonais, un grand mécénat d'art, Stanislas Auguste Poniatowski, y sont également exposées.

## Sous-sol
Sous la surface de la Place, une réserve archéologique unique, d’une surface de près de 4000 m2, permet de découvrir l’histoire mouvementée de Cracovie au Moyen Âge dans le musée Les Souterrains de la Grand-place.

## Galerie

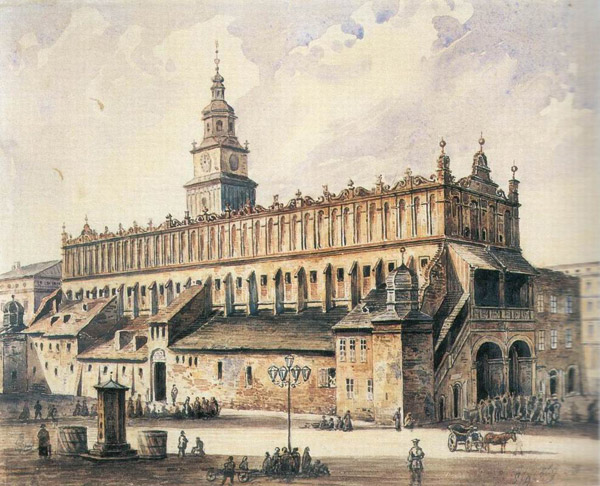
Avant la restauration du XIXème
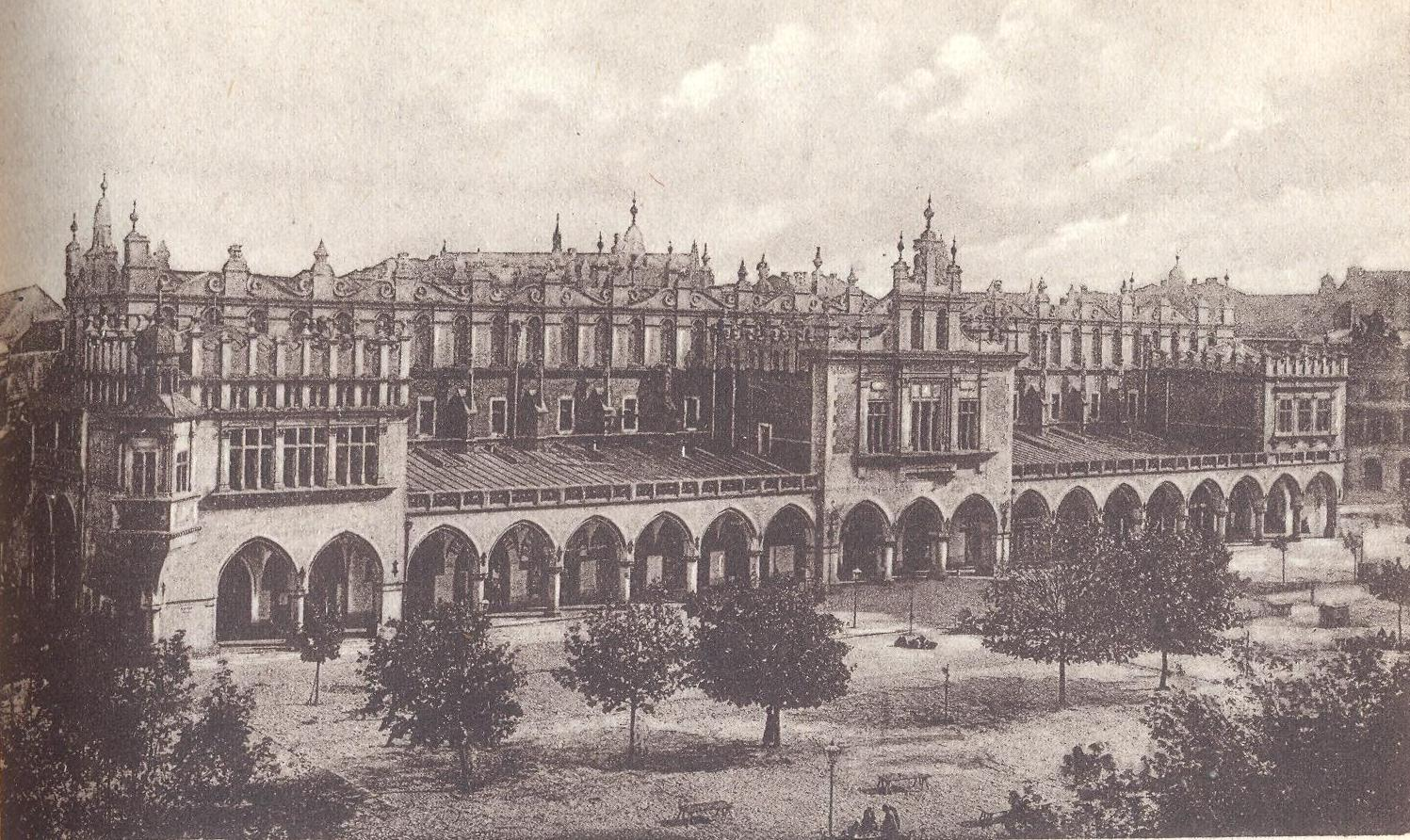
Sukiennice en 1930
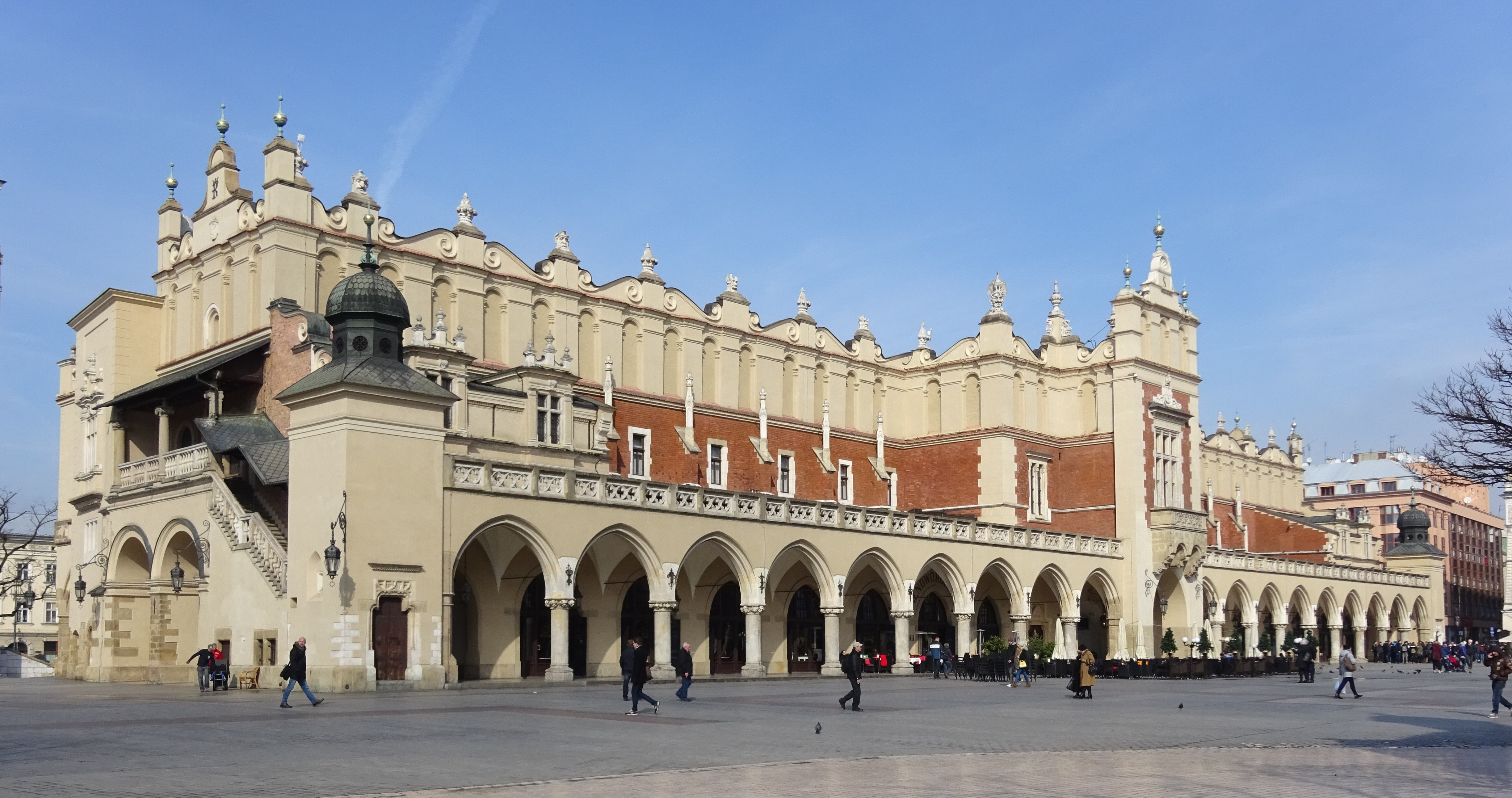
Sukiennice ainsi que la Tour de l'Hôtel de Ville
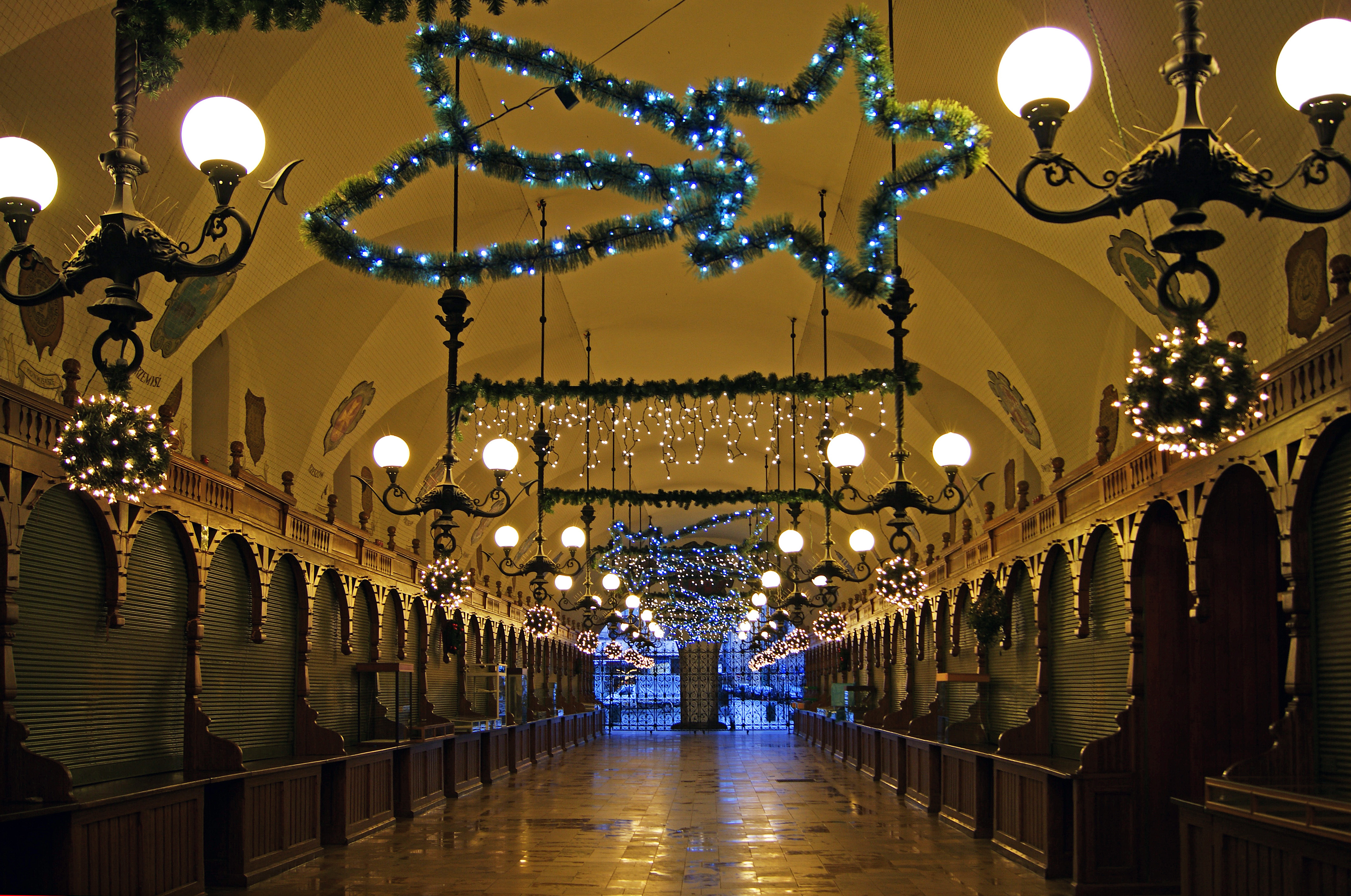
L'intérieur de la halle Sukiennice
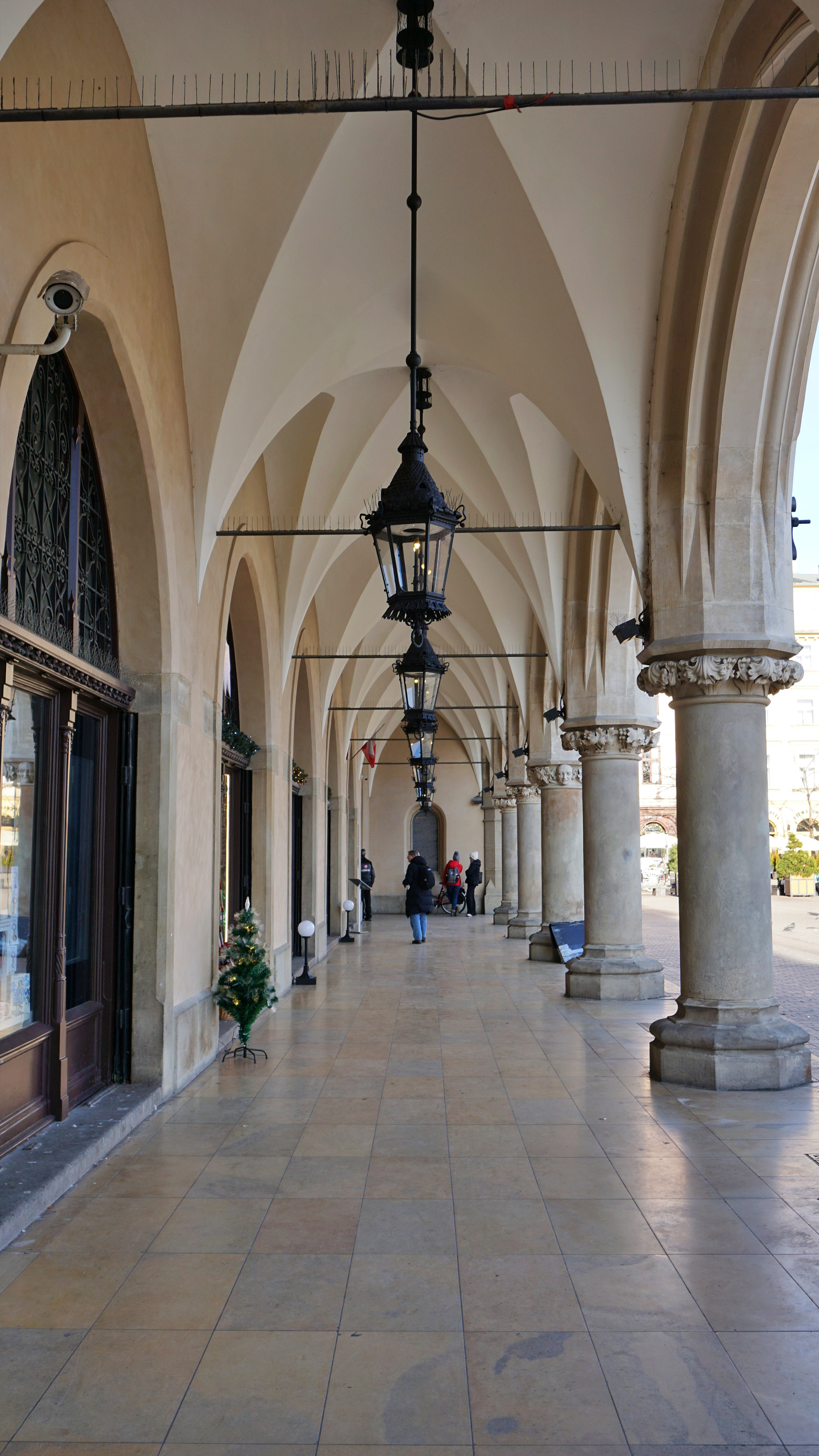
Les arcades
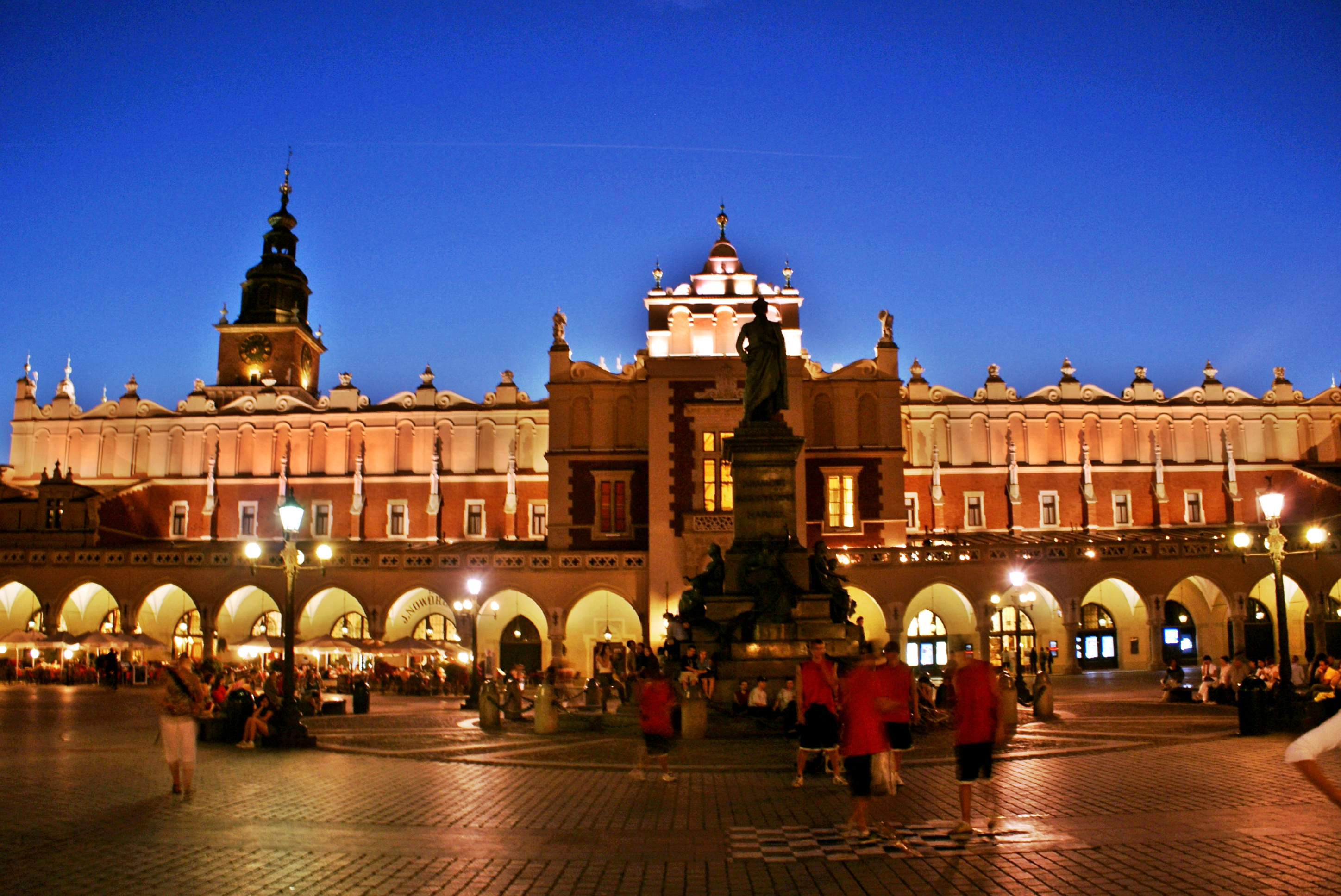
Sukiennice la nuit
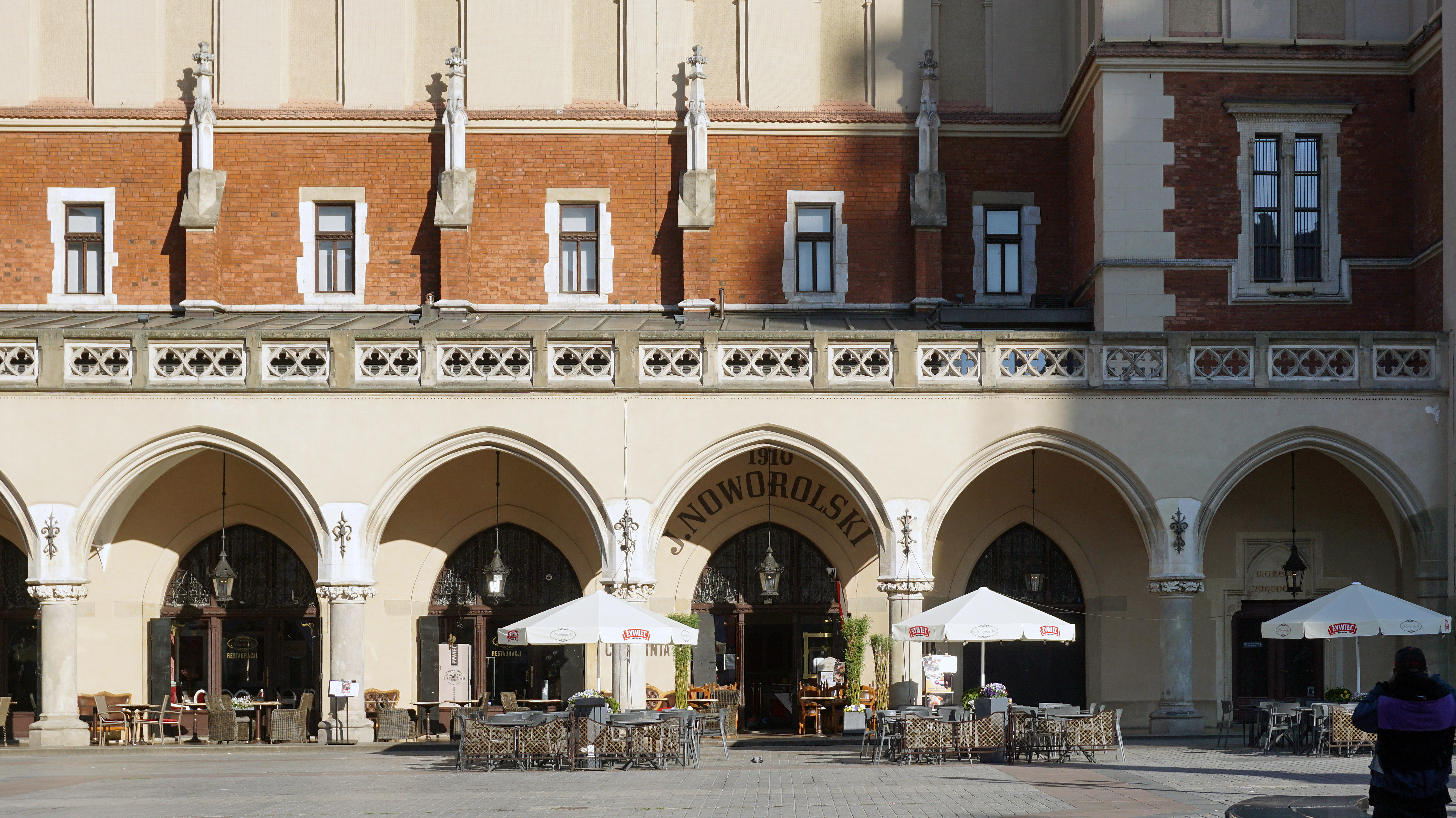
Café Noworolski
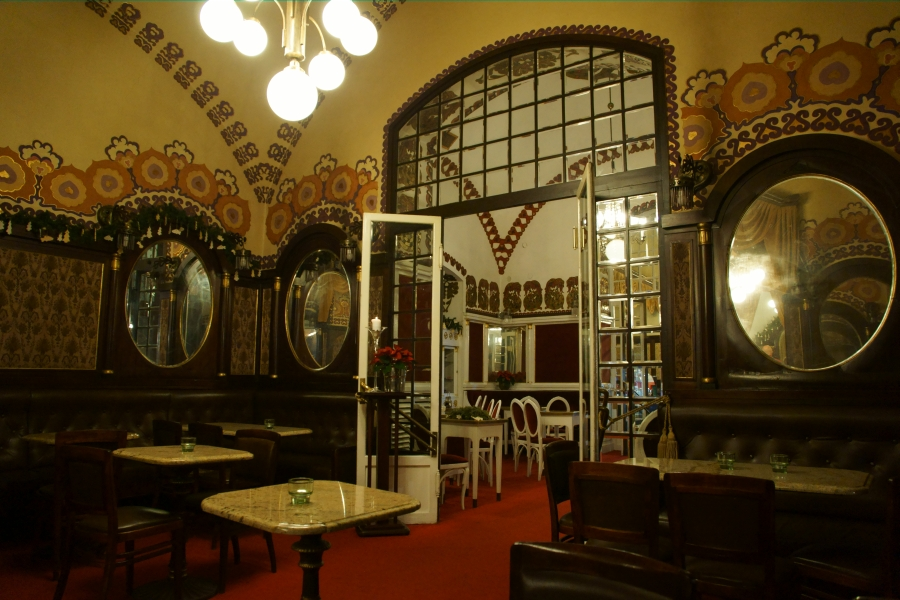
Café Noworolski
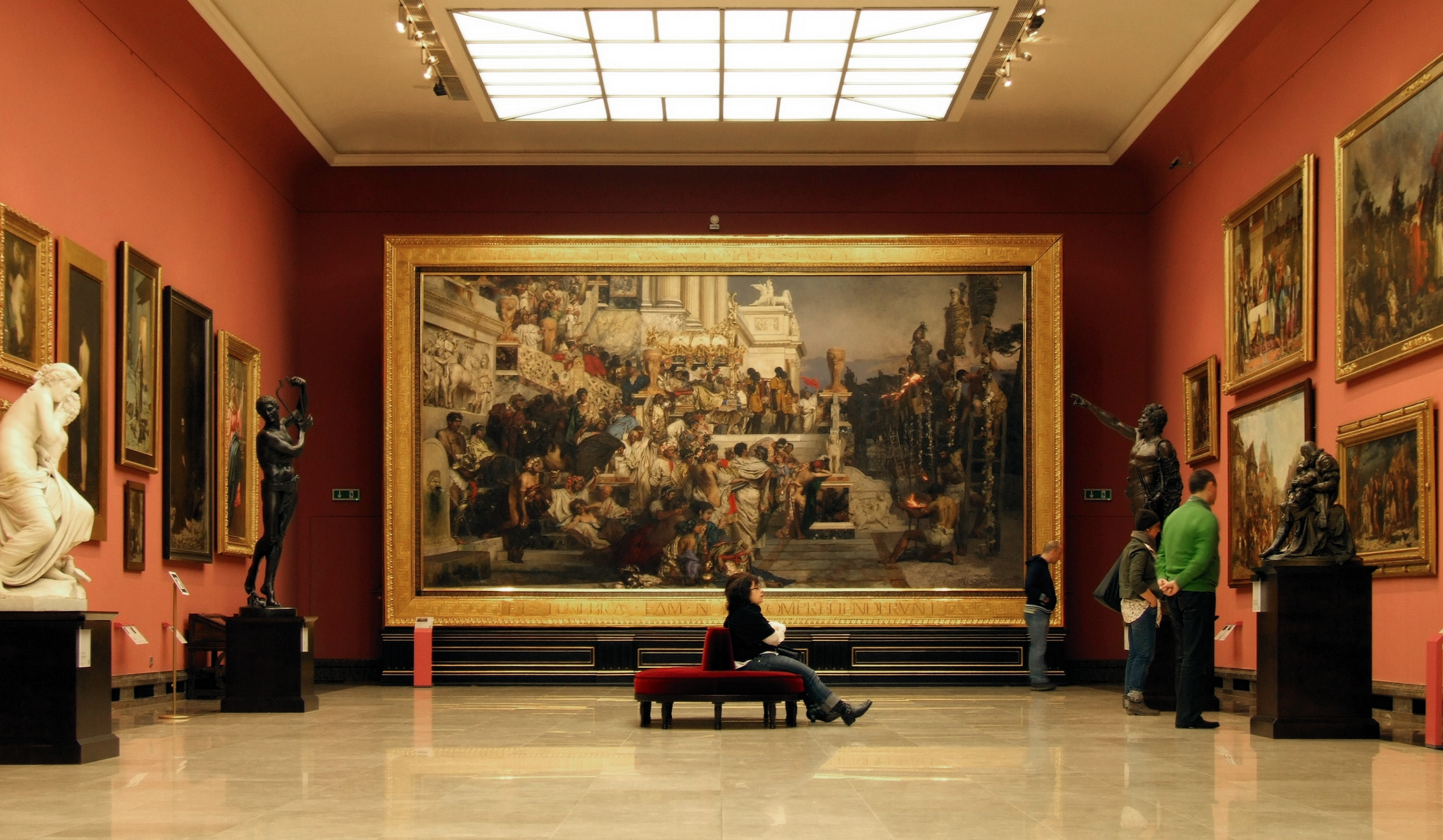
Galerie de l’art  polonais du XIXe siècle
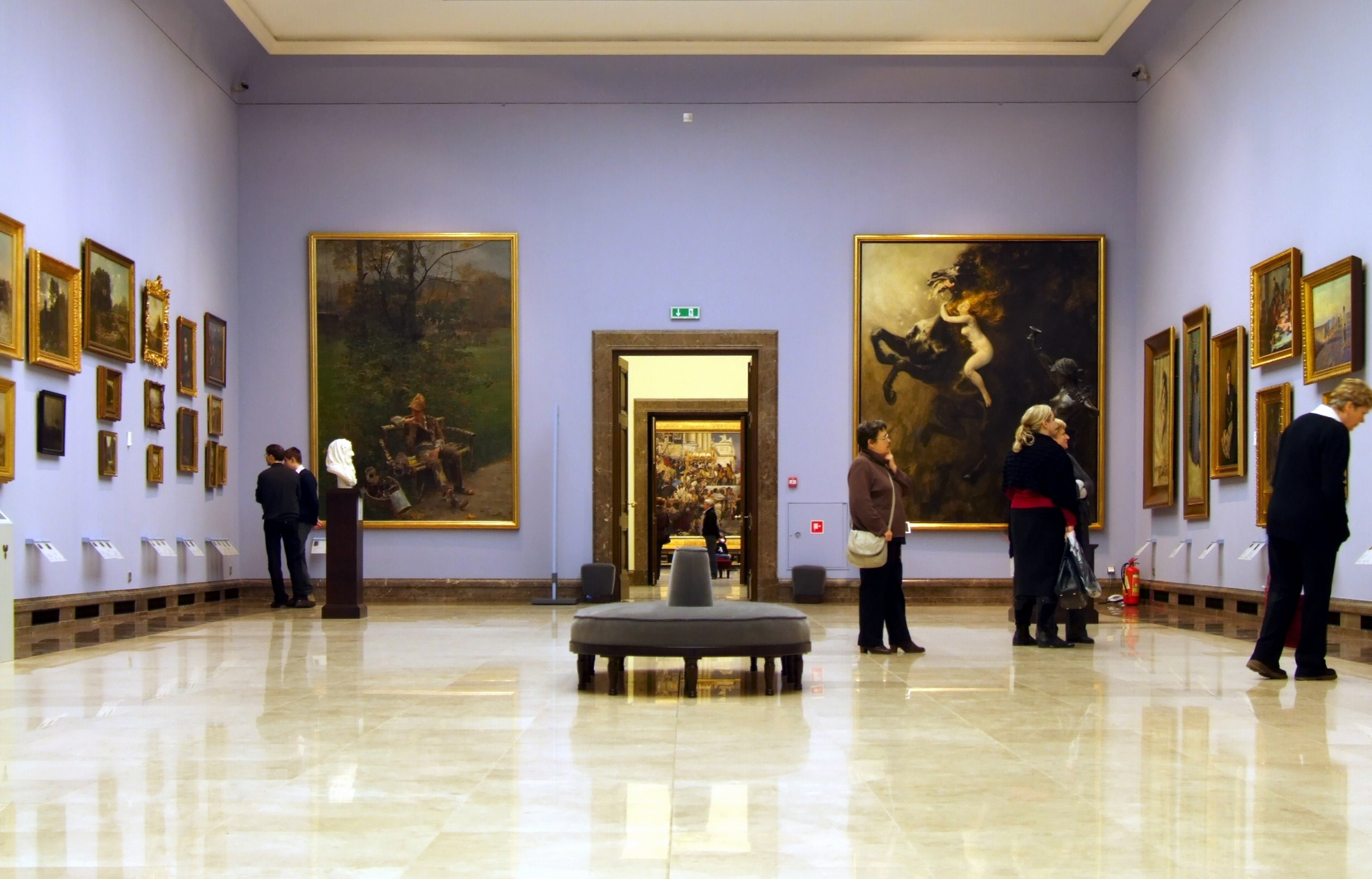
Galerie d'art polonais du XIXe siècle
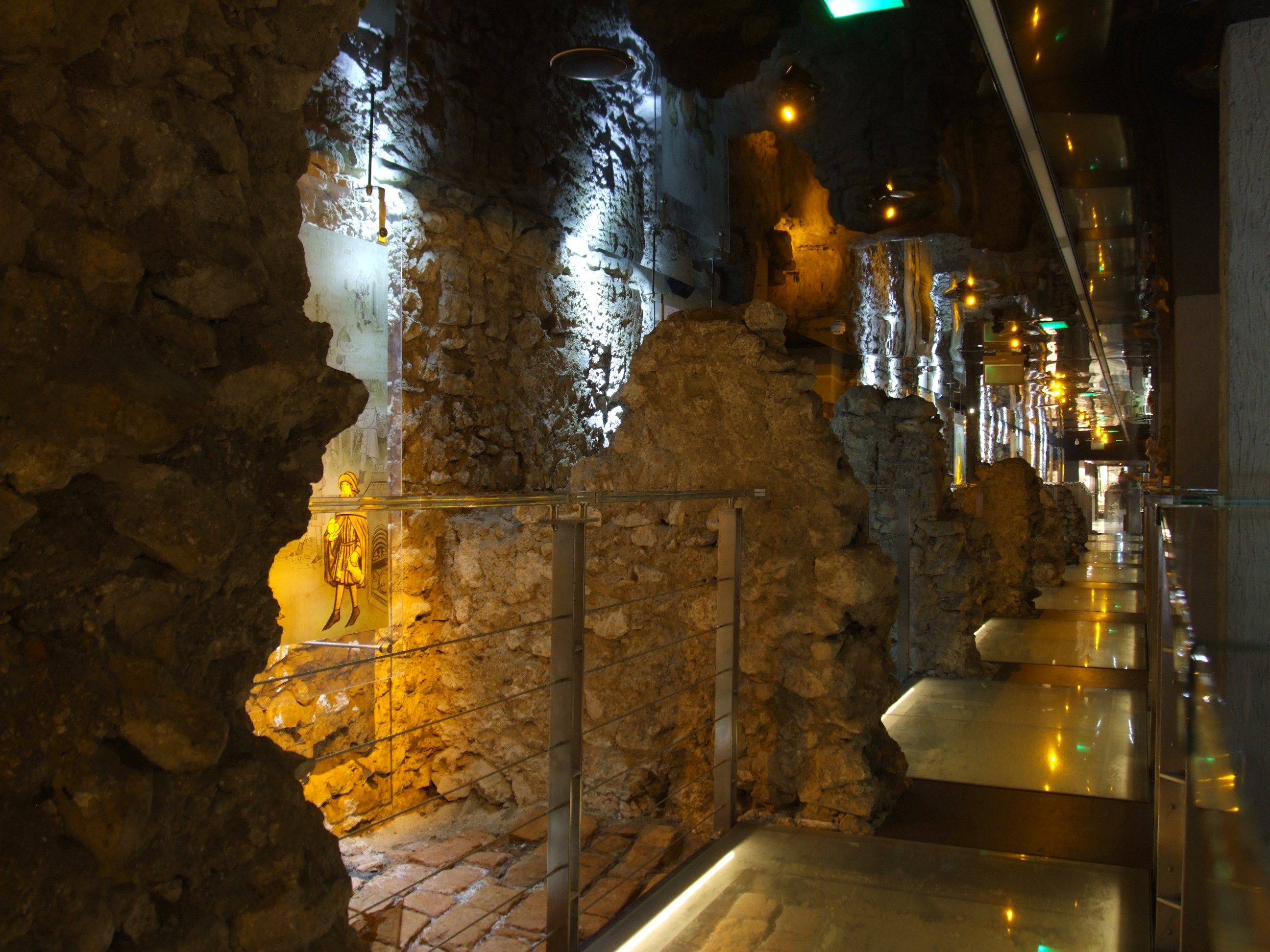
Les Souterrains de la Grand-place
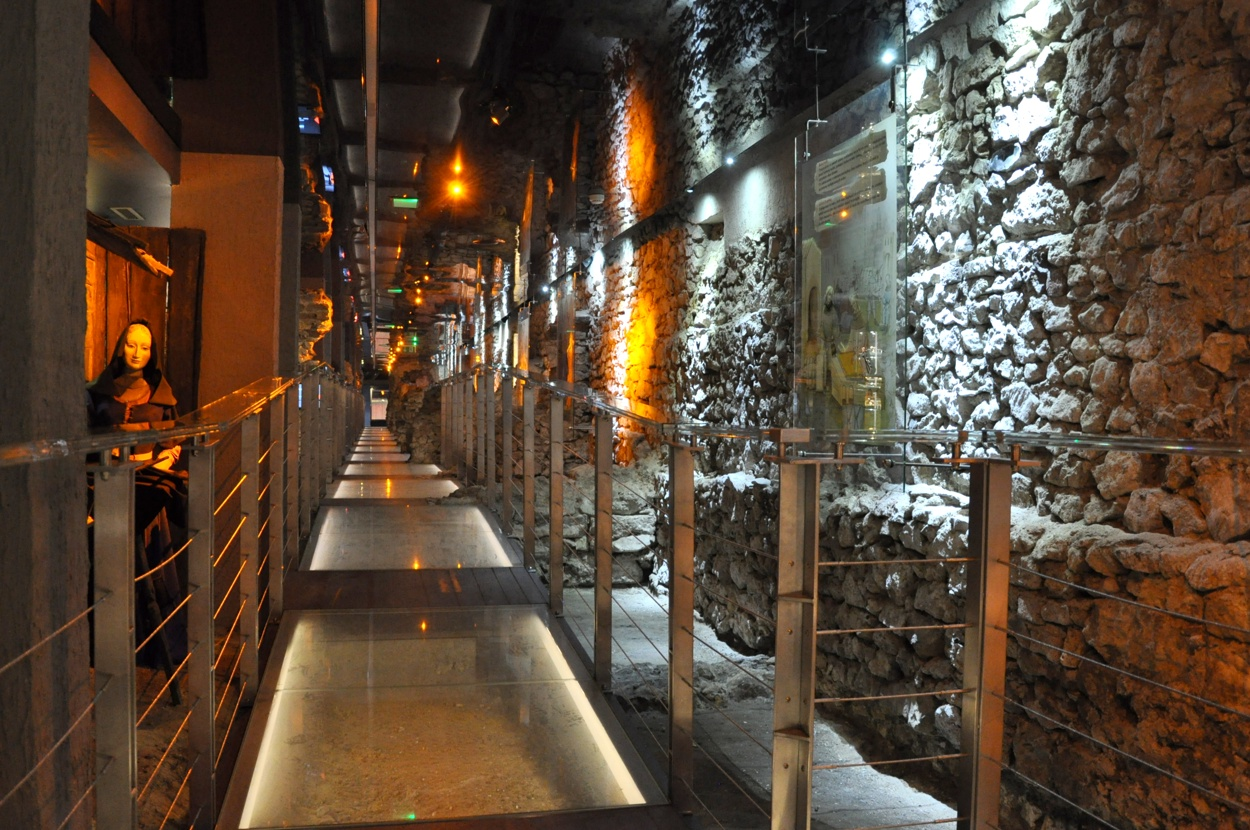
Les Souterrains de la Grand-place
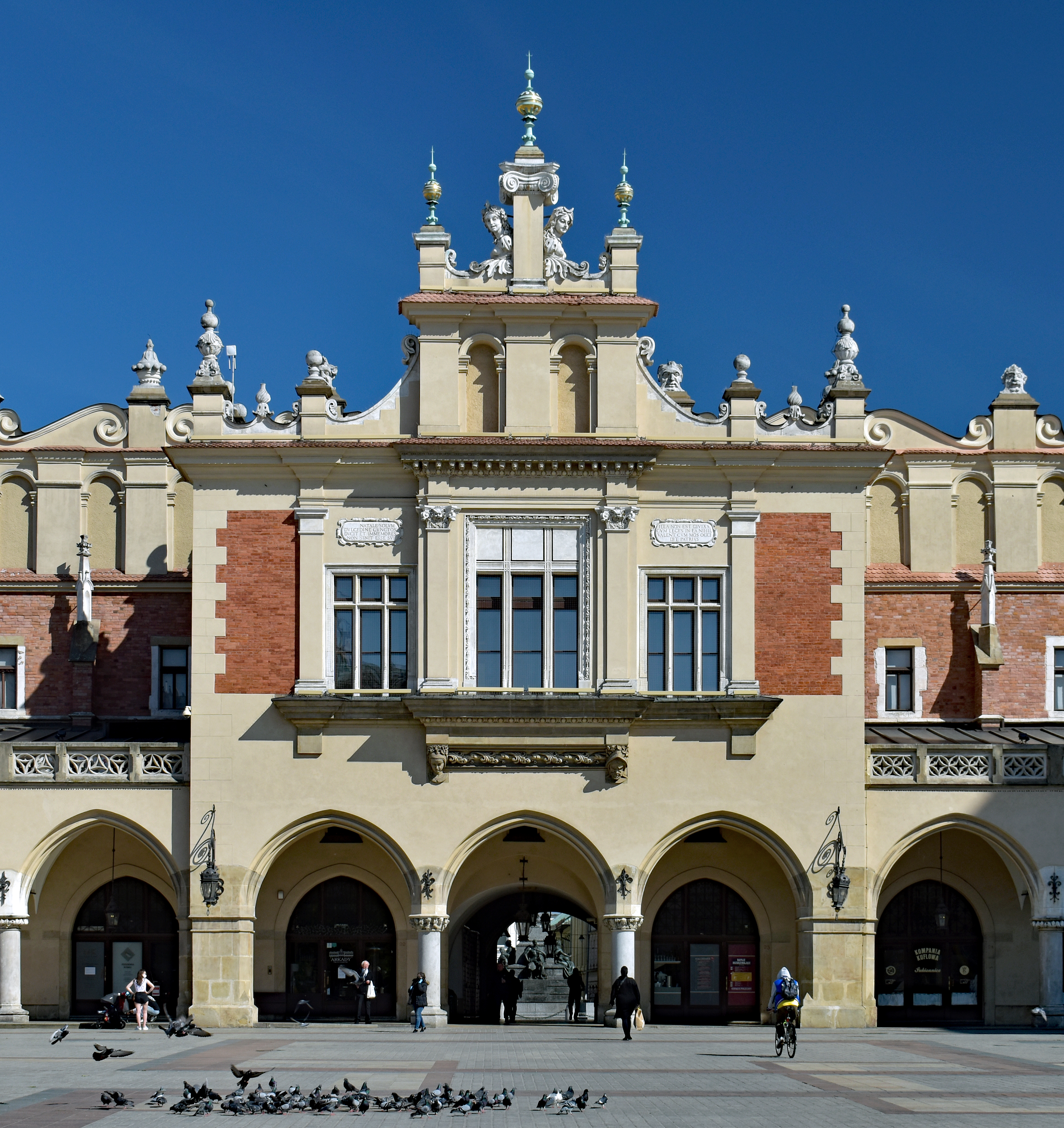
Risalite ouest
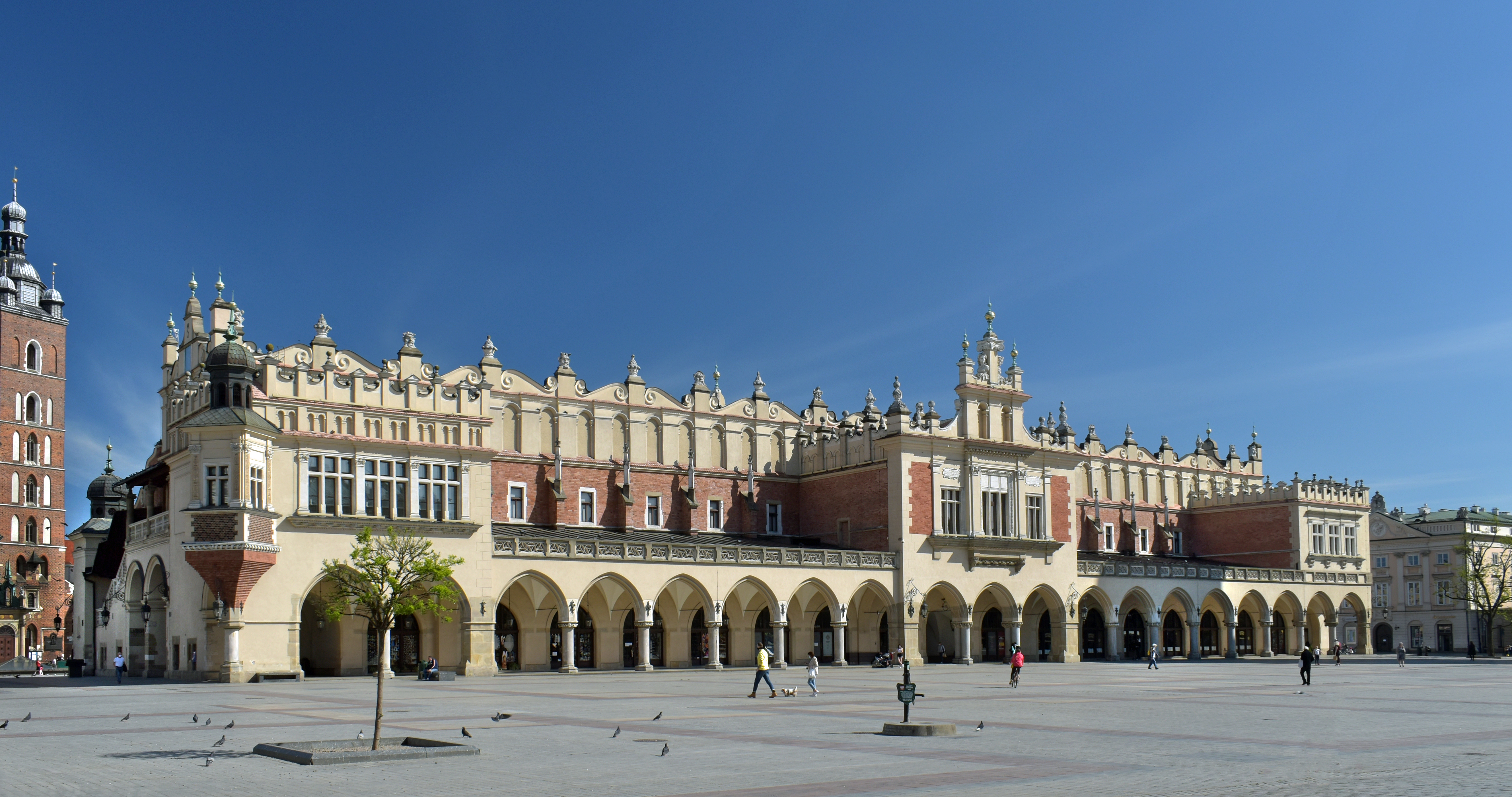
Sukiennice, vue depuis l’ouest.